# Komuna e Zapodit
Komuna e Zapodit är en kommun i Albanien.   Den ligger i prefekturen Qarku i Kukësit, i den norra delen av landet, 100 km nordost om huvudstaden Tirana.
Omgivningarna runt Komuna e Zapodit är en mosaik av jordbruksmark och naturlig växtlighet.  Runt Komuna e Zapodit är det ganska tätbefolkat, med 207 invånare per kvadratkilometer.